# Pandanus australiensis
Pandanus australiensis är en enhjärtbladig växtart som beskrevs av Harold St.John. Pandanus australiensis ingår i släktet Pandanus och familjen Pandanaceae. Inga underarter finns listade.